# Aristeidīs Roumpanīs
Aristeidīs Roumpanīs (in greco Αριστείδης Ρουμπάνης?; Tripoli, 9 marzo 1932 – 13 gennaio 2018) è stato un cestista e giavellottista greco.

## Carriera
Con la Grecia ha disputato i Campionati europei del 1951 e i Giochi olimpici di Helsinki 1952.

## Palmarès
- Campionato greco: 3

Panellīnios: 1952-53, 1954-55, 1956-57